# Vasili Sleptsov
Vasili Alecseyévich Sleptsov (ruso: Васи́лий Алексе́евич Слепцо́в, Vorónezh, 31 de julio o 19 de julio según el calendario juliano  de 1836- Serdobsk, 4 de abril o 23 de marzo en juliano de 1878) fue un escritor ruso.

## Biografía
Empezó a estudiar medicina en la Universidad de Moscú (1854-1855) y arte dramático en Yaroslavl, pero pronto regresó a Moscú donde trabajó para el estado. En los años 1860 organizó una comuna femenina en San Petersburgo y trabajó para diversas publicaciones como  El Contemporáneo. En 1866 fue arrestado acusado de asesinar al zar Alejandro II de Rusia.
De salud endeble a partir de los años 1870, fue al Cáucaso para tratarse con aguas termales.
- Datos: Q2376240
- Multimedia: Vasily Sleptsov / Q2376240